# Selección de voleibol de Serbia
La Selección de voleibol de Serbia es el equipo masculino representativo de voleibol de Serbia en las competiciones internacionales organizadas por la Confederación Europea de Voleibol (CEV), la Federación Internacional de Voleibol (FIVB) o el Comité Olímpico Internacional (COI). La organización de la selección está a cargo de la Federación serbia de Voleibol (Одбојкашки савез Србије-Odbojkaški Savez Srbije - OSS). 

## Historia
La Selección serbia juega bajo el actual nombre y es estructurada en la actual organización federal desde el 2007. Anteriormente el equipo representaba la Selección de voleibol de Yugoslavia (hasta el 1991), la Selección de voleibol de la República Federal de Yugoslavia (1992-2002) y la Selección de voleibol de Serbia y Montenegro (2003-2006). La FIVB reconoce los títulos ganados por estas selecciones como parte del palmarés de la actual selección serbia.
De todas formas desde el 2007 el equipo ha conseguido ganar el Campeonato Europeo de 2011, además de tres subcampeonatos de la Liga Mundial de Voleibol y del tercer puesto en el Mundial de 2010. En 2016 con Nikola Grbić en el banquillo gana su primera Liga Mundial al derrotar por 3-0 a Brasil en la final disputada en Cracovia.

## Historial

### Otras competiciones
| \| - Tokío 1964: No existía[4] - México 1968: No existía[4] - Múnich 1972: No existía[4] - Montreal 1976: No existía[4] \| - Moscú 1980: No existía[4] - Los Ángeles 1984: No existía[4] - Seúl 1988: No existía[4] - Barcelona 1992: No existía[5] \| - Atlanta 1996: No existía[5] - Sídney 2000: No existía[5] - Atenas 2004: No existía[6] - Pekín 2008: 5° \| - Londres 2012: 9° - Río de Janeiro 2016: No clasificada \| | |                                                                                                 |                                                          |
| - Tokío 1964: No existía - México 1968: No existía - Múnich 1972: No existía - Montreal 1976: No existía | - Moscú 1980: No existía - Los Ángeles 1984: No existía - Seúl 1988: No existía - Barcelona 1992: No existía | - Atlanta 1996: No existía - Sídney 2000: No existía - Atenas 2004: No existía - Pekín 2008: 5° | - Londres 2012: 9° - Río de Janeiro 2016: No clasificada |

| \| - 1949: No existía[4] - 1952: No existía[4] - 1956: No existía[4] - 1960: No existía[4] - 1962: No existía[4] \| - 1966: No existía[4] - 1970: No existía[4] - 1974: No existía[4] - 1978: No existía[4] - 1982: No existía[4] \| - 1986: No existía[4] - 1990: No existía[4] - 1994: No existía[5] - 1998: No existía[5] - 2002: No existía[5] \| - 2006: No existía[6] - 2010: 3° - 2014: 9° - 2018: \| |                                                                                                |                                                                                                |                                                  |
| - 1949: No existía - 1952: No existía - 1956: No existía - 1960: No existía - 1962: No existía | - 1966: No existía - 1970: No existía - 1974: No existía - 1978: No existía - 1982: No existía | - 1986: No existía - 1990: No existía - 1994: No existía - 1998: No existía - 2002: No existía | - 2006: No existía - 2010: 3° - 2014: 9° - 2018: |

| \| - 1990: No existía[4] - 1991: No existía[4] - 1992: No existía[5] - 1993: No existía[5] - 1994: No existía[5] - 1995: No existía[5] - 1996: No existía[5] \| - 1997: No existía[5] - 1998: No existía[5] - 1999: No existía[5] - 2000: No existía[5] - 2001: No existía[5] - 2002: No existía[5] - 2003: No existía[6] \| - 2004: No existía[6] - 2005: No existía[6] - 2006: No existía[6] - 2007: 9° - 2008: 2° - 2009: 2° - 2010: 3° \| - 2011: 9° - 2012: 9° - 2013: 8° - 2014: 6° - 2015: 2° - 2016: Campeón \| | | |                                                                        |
| - 1990: No existía - 1991: No existía - 1992: No existía - 1993: No existía - 1994: No existía - 1995: No existía - 1996: No existía | - 1997: No existía - 1998: No existía - 1999: No existía - 2000: No existía - 2001: No existía - 2002: No existía - 2003: No existía | - 2004: No existía - 2005: No existía - 2006: No existía - 2007: 9° - 2008: 2° - 2009: 2° - 2010: 3° | - 2011: 9° - 2012: 9° - 2013: 8° - 2014: 6° - 2015: 2° - 2016: Campeón |

| \| - 1948: No existía[4] - 1950: No existía[4] - 1951: No existía[4] - 1955: No existía[4] - 1958: No existía[4] - 1963: No existía[4] - 1967: No existía[4] - 1971: No existía[4] \| - 1975: No existía[4] - 1977: No existía[4] - 1979: No existía[4] - 1981: No existía[4] - 1983: No existía[4] - 1985: No existía[4] - 1987: No existía[4] - 1989: No existía[4] \| - 1991: No existía[5] - 1993: No existía[5] - 1995: No existía[5] - 1997: No existía[5] - 1999: No existía[5] - 2001: No existía[5] - 2003: No existía[6] - / 2005: No existía[6] \| - 2007: 3° - 2009: 5° - / 2011: Campeón - / 2013: 3° - / 2015: 7° - 2017: 3° \| | | |                                                                              |
| - 1948: No existía - 1950: No existía - 1951: No existía - 1955: No existía - 1958: No existía - 1963: No existía - 1967: No existía - 1971: No existía | - 1975: No existía - 1977: No existía - 1979: No existía - 1981: No existía - 1983: No existía - 1985: No existía - 1987: No existía - 1989: No existía | - 1991: No existía - 1993: No existía - 1995: No existía - 1997: No existía - 1999: No existía - 2001: No existía - 2003: No existía - / 2005: No existía | - 2007: 3° - 2009: 5° - / 2011: Campeón - / 2013: 3° - / 2015: 7° - 2017: 3° |

| \| - 1965: No existía[4] - 1969: No existía[4] - 1977: No existía[4] - 1981: No existía[4] \| - 1985: No existía[4] - 1989: No existía[4] - 1991: No existía[5] - 1995: No existía[5] \| - 1999: No existía[5] - 2003: No existía[6] - 2007: No clasificada - 2011: 8° \| - 2015: \| |                                                                             |                                                                         |         |
| - 1965: No existía - 1969: No existía - 1977: No existía - 1981: No existía | - 1985: No existía - 1989: No existía - 1991: No existía - 1995: No existía | - 1999: No existía - 2003: No existía - 2007: No clasificada - 2011: 8° | - 2015: |

## Medallero
Actualizado después del Campeonato Europeo de 2015
| Competición        | Oro | Plata | Bronce | Total |
| ------------------ | --- | ----- | ------ | ----- |
| Juegos Olímpicos   | 0   | 0     | 0      | 0     |
| Campeonato Mundial | 0   | 0     | 1      | 3     |
| Campeonato Europeo | 1   | 0     | 3      | 3     |
| Liga Mundial       | 1   | 3     | 1      | 5     |
| Copa Mundial       | 0   | 0     | 0      | 0     |
| Total              | 2   | 3     | 5      | 10    |